# Parataracticus cuyamus
Parataracticus cuyamus är en tvåvingeart som beskrevs av Wilcox 1967. Parataracticus cuyamus ingår i släktet Parataracticus och familjen rovflugor.
Artens utbredningsområde är Kalifornien. Inga underarter finns listade i Catalogue of Life.